# Związek Niezależnej Młodzieży Socjalistycznej
Związek Niezależnej Młodzieży Socjalistycznej (ZNMS) – istniejąca w latach 1917–1948 oraz na emigracji w latach 1946–1952 organizacja socjalistycznej młodzieży studenckiej.

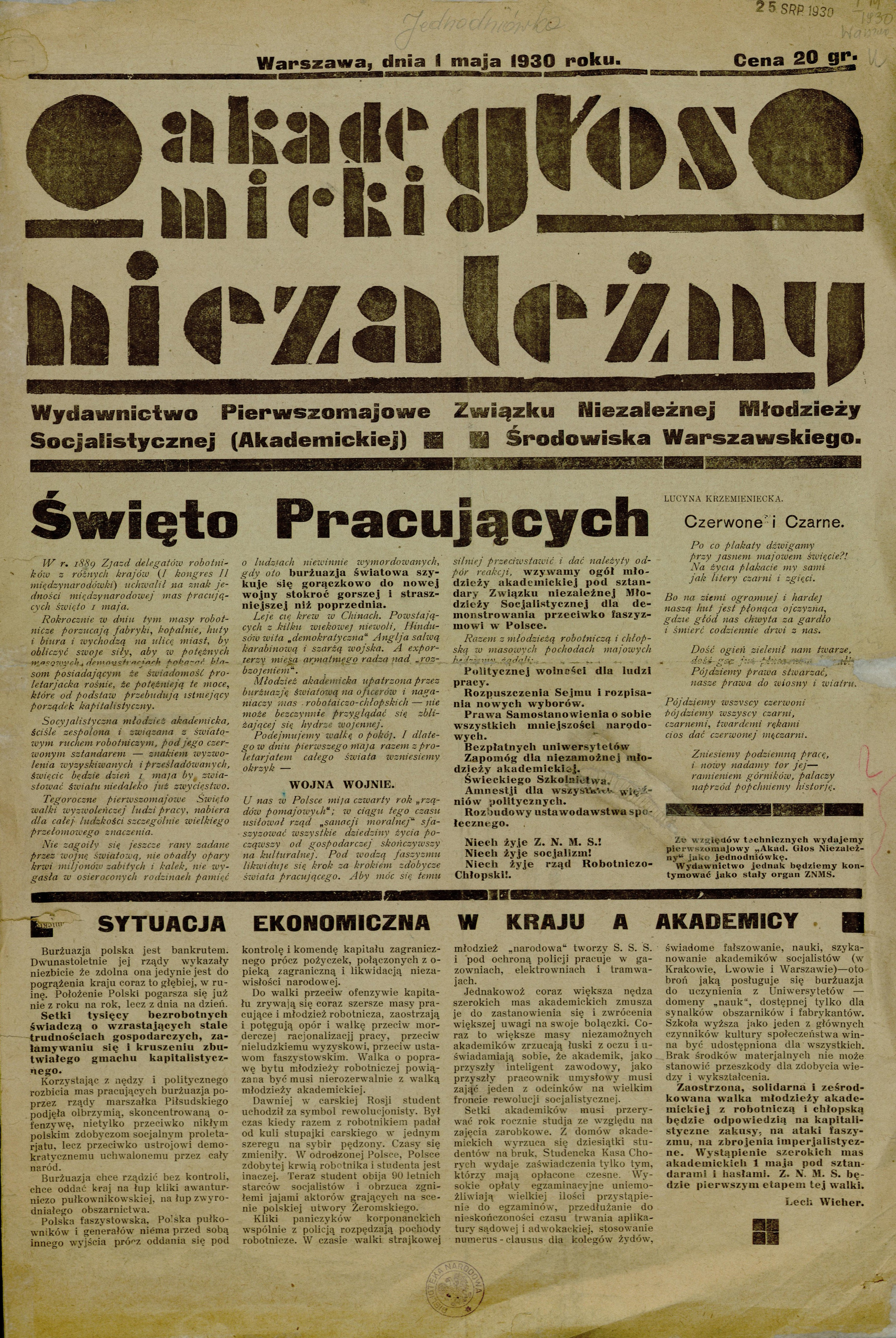
Pierwszomajowa jednodniówka Akademickiego Głosu Niezależnego, czasopisma ZNMS

## Historia
Początkowo istniały jedynie uczelniane koła, ale w maju 1922 na zjeździe kół z Warszawy, Krakowa, Lwowa i Lublina utworzono jeden ogólnokrajowy Związek Niezależnej Młodzieży Socjalistycznej (Akademickiej). Później do ZNMS przystąpili także członkowie Sekcji Akademickiej PPS oraz środowiska Poznania i Wilna.
Związek zrzeszał młodzież lewicową różnych orientacji ideowych, mając stanowić przeciwwagę dla silnej pozycji prawicy na uczelniach. O ile na terenie uczelni współpraca układała się pomyślnie, to wydarzenia pozauczelniane i wpływ na młodzież konkurujących ze sobą Polskiej Partii Socjalistycznej i Komunistycznej Partii Robotniczej Polski przesądziły o nietrwałości organizacji. 
Już na przełomie roku 1923 i 1924 doszło do rozłamu, gdy część członków zgłosiło akces organizacji do umiarkowanej Socjalistycznej Międzynarodówki Młodzieży, co spotkało się z negatywnym odzewem ze strony komunizujących studentów. Młodzież przeciwna decyzji o przystąpieniu do SMM, podjętej niewielką różnicą głosów, utworzyła odrębny Związek Niezależnej Młodzieży Socjalistycznej ,,Życie’’, a studenci zorientowani na demokratyczny socjalizm pozostali w ZNMS.
Jesienią 1923 roku podczas fali strajkowej wynikłej z niezadowolenia społeczeństwa rządami Chjeno-piasta, młodzież z ZNMS przyłączała się do masowych wystąpień robotników. W listopadzie krakowscy studenci uczestniczyli w tzw. zamieszkach krakowskich w wyniku których śmierć poniosło 15 robotników.
W styczniu 1925 roku nastąpiło oficjalne dołączenie ZNMS do Socjalistycznej Międzynarodówki Młodzieży. Związek miał wtedy liczyć ok. 250 członków. Jego delegatem w pracach SMM został wówczas student Uniwersytetu Jagiellońskiego Adam Ciołkosz.
Na III zjeździe ZNMS, który odbywał się w Warszawie w grudniu 1925 roku uzupełniono deklarację ideową podkreślając demokratyczno-socjalistyczny i antykomunistyczny charakter organizacji.
Począwszy od końca lat 20. w związku z sytuacją gospodarczą i polityczną w kraju, w organizacji przebiegał proces radykalizacji. 5-6 stycznia 1929 w Krakowie obradował V Zjazd ZNMS, który przyjął nową deklaracje ideową sytuującą organizację na lewym skrzydle Socjalistycznej Międzynarodówki Robotniczej. ZNMS postulował konieczność zastąpienia ustroju kapitalistycznego socjalistycznym, a swoją rolę widział w organizowaniu młodzieży akademickiej przeciw kapitalizmowi, pozostając wciąż w przekonaniu, że zmiana systemu powinna dokonać się w ramach demokracji.
Na początku lat trzydziestych wśród młodzieży socjalistycznej z ZNMS popularniejsze stawały się poglądy jednolitofrontowe, postulujące współpracę z komunistami w obliczu rośnięcia w siłę ruchów faszystowskich w Europie i coraz większej aktywności nacjonalistów. Uchwały z VII zjazdu ZNMS, który odbył się w listopadzie 1932 roku stwierdzały, że głównym zadaniem młodzieży lewicowej jest walka z faszyzmem, a socjalizm musi zostać osiągnięty za pomocą przejęcia władzy przez robotników. Pod wpływem radykalizacji ZNMS z reformistycznego stanowiska socjalizmu demokratycznego przeszedł do obozu rewolucyjnych socjalistów. 
W 1934 roku z inicjatywy ZNMS w Warszawie założono ZNMS ,,Spartakus’’. Nowopowstała tajna organizacja mająca zrzeszać uczniów szkół średnich również pozycjonowała się na stanowisku rewolucyjnego socjalizmu. Członkami Spartakusa byli między innymi Krzysztof Kamil Baczyński i Dorka Goldkorn.
ZNMS został rozwiązany przez władze administracyjne w 1938. W miejsce rozwiązanego ZNMS powołano Sekcję Akademicką PPS.
Podczas okupacji członkowie ZNMS utworzyli konspiracyjną organizację „Gwardia” oraz grupę młodzieży socjalistycznej „Płomienie” a także Socjalistyczną Organizację Bojową.

## Działalność
Związek Niezależnej Młodzieży Socjalistycznej skupiał się przede wszystkim na obronie praw niezamożnych studentów. Jego członkowie organizowali i brali udział w licznych akcjach antyopłatowych skierowanych przeciw podwyżkom czesnego. Zabiegali o miejsca w akademikach oraz o pomoc finansową dla studentów z robotniczych i chłopskich rodzin. Domagali się bezpłatnego nauczania na wszystkich szczeblach, demokratyzacji szkolnictwa wyższego i rozdziału kościoła od państwa. Organizowali koła kształceniowe z teorii politycznej lewicy, ekonomii, filozofii oraz spotkania dyskusyjne i odczyty, na których poruszano bieżące tematy polityczne i gospodarcze. Angażowali się w działalność kulturalną prowadząc koła artystyczne na uczelniach. Istotnym punktem działalności ZNMS było również występowanie w obronie praw mniejszości narodowych przeciw nacjonalistycznym i antysemickim organizacjom studenckim. Na uczelniach, na których wprowadzono getta ławkowe, członkowie ZNMS w wyrazie solidarności z żydowskimi studentami bojkotowali zarządzenia władz uczelni, stojąc podczas wykładów. Dochodziło też do przełamywania antyżydowskich wieców i blokad na terenie uczelni. ZNMS-owcy mogli wtedy liczyć na wsparcie robotników z OM TUR lub PPS. 

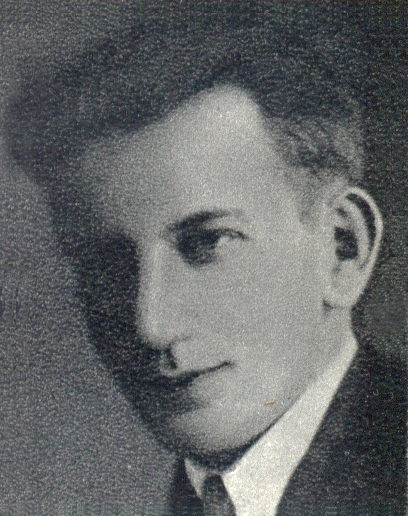
Jan Pokorski, działacz ZNMS

## Struktura organizacyjna
Najwyższą władzą ZNMS był Zjazd (odbyło się ich osiem), który wybierał Komitet Wykonawczy, Komisję Rewizyjną i Sąd Koleżeński. Przewodniczącymi Komitetu Wykonawczego byli kolejno: Lucyna Woliniewska (1917–1925), Zygmunt Kopankiewicz, Zbigniew Mitzner i Włodzimierz Kaczanowski (1936–1938).

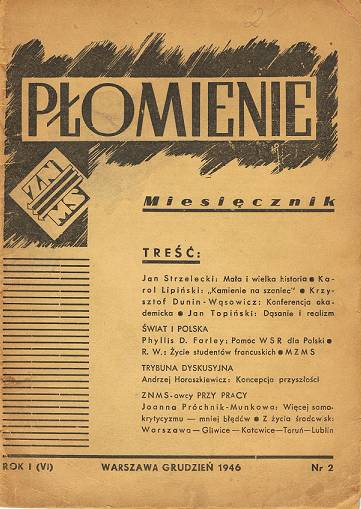
Drugi numer miesięcznika ZNMS „Płomienie” z grudnia 1946 z artykułem Jana Strzeleckiego rozpoczynającym dyskusję o „humanizmie socjalistycznym”

Związek wydawał pisma „Głos Niezależny” (1921–1928), miesięcznik „Płomienie” (1931–1933) oraz dodatki do „Robotnika” – „Walka Młodych” (1937–1938), „Akademik Socjalista” (1937–1939). „Płomienie” skupiły wokół siebie czołowych warszawskich aktywistów ZNMS. I tak jego redaktorami byli kolejno Jan Pokorski, Zbigniew Mitzner i Kazimierz Olszewski, w skład redakcji wchodzili m.in. Aniela Bełzówna, Jerzy Cesarski, Wacław Czarnecki i Władysław Pietrzykowski, zaś duszą pisma był Ludwik Winterok.

## Powojenne losy organizacji
Związek odtworzony został październiku 1945, gdy Koło Akademickie OM TUR w Krakowie przyjęło nazwę ZNMS. Tę samą decyzję podjęło Koło Akademickie OM TUR we Wrocławiu. W marcu 1946 na konferencji ogólnokrajowej kół akademickich podjęto decyzję o odtworzeniu ogólnokrajowej organizacji.
I Zjazd ZNMS odbył się w dniach 28-29 kwietnia 1946. Przewodniczącym Komitetu Wykonawczego wybrano: Jana Strzeleckiego, wiceprzewodniczącym Krzysztofa Dunin-Wąsowicza, Grzegorza Kaciczaka, Bożydara Saloniego, Tombak, sekretarzem generalnym Joannę Ciubową, skarbnikiem Macieja Webera, przedstawiciela koła seniorów Jana Topińskiego.
Na II Zjeździe ZNMS w kwietniu 1947 organizacją kierował Komitet Wykonawczy w składzie: Jan Strzelecki – przewodniczący, Maciej Weber, J.Waśniewski, J.Tombak, Płóciennik i Wijata – wiceprzewodniczący, Edward Hałoń – sekretarz generalny, Krystyna Cała – drugi sekretarz, Krogukec – skarbnik, Krzysztof Dunin-Wąsowicz, Sylwester Zawadzki – członkowie prezydium.
Na III Zjeździe ZNMS w marcu 1948 przewodniczącym Komitetu Wykonawczego został Sylwester Zawadzki, zaś sekretarzem Andrzej Munk.
W chwili reaktywowania w 1945 liczył 653 członków, już w 1947 liczył ok. 2 tys. osób, zaś w marcu 1948 ZNMS liczył 5600 członków. Pismem ZNMS był miesięcznik „Płomienie”.
W lipcu 1948 ZNMS włączono do Związku Akademickiego Młodzieży Polskiej.
Od 1948 działał w Wielkiej Brytanii Związek Niezależnej Akademickiej Młodzieży Socjalistycznej, nawiązujący do przedwojennego ZNMS. Pierwszym przewodniczącym był Władysław Baszkiewicz, zaś od 1951 do lipca 1952 Stefan Nędzyński. Od 1949 organizacja wydawała pismo „Poglądy”.
ZNAMS wchodził w skład Komitetu Koordynacyjnego Polskich Politycznych Organizacji Młodzieżowych. Była też członkiem National Association of Labour Students Organizations. Działalność organizacji stopniowo zanikła na przełomie 1952/1953.